# Manuel Mencía
Manuel Mencía Tajueco (Berlanga de Duero, c. 20 de mayo de 1731 - Madrid, 7 de agosto de 1805) fue un compositor y maestro de capilla español.

## Vida
Se sabe que nació «en la villa de Verlanga, Obispado de Sigüenza» por su necrológica, publicada por José Subirá. Fue bautizado en la villa el 20 de mayo de 1731. Con toda probabilidad se formó musicalmente como infante en la Catedral de Palencia, donde su tío, Manuel Tajueco, era organista.
De 1739 a 1572 fue organista de la Colegiata de Berlanga de Duero, en la provincia de Soria. A partir de esa año se encuentra en la Catedral de Palencia como organista segundo interino. Uno de los primeros documentos que se tienen sobre Mencía es una licencia del 9 de marzo de 1754 para opositar para el magisterio de la Catedral de El Burgo de Osma. No tuvo éxito, ya que la plaza fue para el maestro Francisco Antonio Fuentes del Real Monasterio de la Encarnación, regresando Mencía a Palencia. Posteriormente se presentaría para el magisterio de la Catedral de Segovia y el 13 de mayo de 1755 se le concedió una nueva licencia para las oposiciones al magisterio de la Catedral de Zamora, refiriéndose las actas capitulares a Mencía como «capellán de coro que está supliendo la plaza de segundo organista, por ausencia de Narciso Mancebo». Tampoco tuvo éxito en Zamora, cargo que fue concedido a Manuel de Osete, maestro de capilla de la Catedral de León.
Viendo que el magisterio de León estaba vacante, Mencía se dirigió a León, pidiendo licencia al Cabildo palentino. En efecto, con la solicitud, Mencía renunciaba a su cargo en Palencia, ya que afirma que si no consigue el cargo en León se dirigirá a Madid. Sin embargo consiguió el cargo de maestro de capilla de la Catedral de León el 10 de diciembre de 1755, imponinéndose ante los otros aspirantes: Francisco Javier Bajo, maestro de la Colegiata de Alfaro, y Luis de Morales, de Valladolid. Ya en verano de 1754 se especulaba en León con Mencía como sucesor de Osete:

Enterado también el cabildo de los buenos informes que algunos señores tenían sobre Manuel Mencía, que por causa se había declarado opositor al Magisterio de Capilla vacante, como asimismo de que se manifestaban opositores algunos otros sujetos hábiles en la composición, de quien daban razón algunos señores capitulares, que acordó el cabildo que todos esos señores harán saber a los respectivos pretendientes la intención del Cabildo de que el Magisterio lo tenga un eclesiástico y que al mismo tiempo le envíen razón del salario que se le da, para que precediendo este conocimiento en los pretendientes, y de parte del cabildo los correspondientes informes se pueda tratar de la provisión.
Actas capitulares de la Catedral de León, 7 de julio de 1755

Su estancia en León estuvo marcada con una serie de problemas, que comenzaron en 1757:

nterado el cabildo del poco aprovechamiento de los colegiales de San José y que esto provenía de la negligencia y descuido del Maestro de Capilla y, asimismo, informado de lo poco útil que es el Sochantre en cantollano, cometió a la Diputación con pena y sin cuento y con la misma brevedad el reflexionar la providencia que se podrá tomar con estos dos ministros.
Actas capitulares de la Catedral de León, 23 de junio de 1757

Sin embargo, el mayor problema ocurrió el 3 de octubre de 1758:

Propuso al cabildo el señor Vila como había convenido al Maestro de Capilla por la falta de los colegiales al responso en el día de Santa Teresa; y que en lugar de hacerse cargo de lo justo de la reconvención le había experimentado tan soberbio, desatento, osado, que el mayor sufrimiento no era bastante a con tenerse a vista de su descomposición y que en estos términos si el cabildo no tomaba providencia le era impracticable ejercer el oficio de corrector. Y el cabildo, bien entendido de todo lo acontecido, así en este caso como en otros consímiles que han ocurrido antes de ahora, después de haber hablado cada uno en su lugar en el asunto y teniendo presente el caso que cuando se le admitió al magisterio ofreció hacerse eclesiástico dentro de dos años, lo que no ha cumplido, y asimismo las continuadas quejas de faltar a su obligación en la buena enseñanza de los colegiales, acordó por todas estas causas y razones el que se despida al Maestro de Capilla y que se le diga por este procurador como desde el presente día no se le concede salario; y que para que el colegio, entretanto se provee el magisterio, tenga el gobierno y enseñanza precisa se nombra para ésta al señor D. Benito Latas y se dejó para otro cabildo la providencia de poner edicto.
Actas capitulares de la Catedral de León, 3 de octubre de 1758

Siendo finalmente expulsado de por el Cabildo leonés por no enseñar a los colegiales de forma adecuada y por no haberse ordenado sacerdote, como había prometido. Manecía llevó este despido ante las autoridades, lo que inició un largo pleito de diez años. Durante estos años se trasladó a Madrid, tratando de buscar el favor de la Corte. En 1767 se llegó a un acuerdo, por el que Mencía fue indemnizado con 22 000 reales y fue reincorporado a su cargo. Además había ciertas condiciones que Mencía debía cumplir:

Concordaron en que el Maestro de Capilla para reintegrarse en la posesión de su empleo había de visitar a todos los señores capitulares y presentar un ejemplar de memorial al Cabildo y haciéndolo así se le darían 22 000 reales, los 2 000 luego y sin dilación alguna para su viaje y pronta paga de los gastos que le ocasionasen en dar por fenecida la causa.
Actas capitulares de la Catedral de León, 7 de noviembre de 1767.

Se le readmitió en el cargo en enero de 1767, pero solo permaneció 10 meses, ya que solicitó licencia para presentarse a las oposiciones para el magisterio del Monasterio de las Descalzas Reales de Madrid. Obtuvo la plaza a principios de 1769 y la mantuvo hasta su muerte, el 7 de agosto de 1805. Durante su estancia, la institución tuvo algunos problemas económicos. Además de las actividades habituales de un maestro de capilla, también participaba, junto con la capilla musical, en ocasiones especiales de otros monasterios o catedrales, especialmente las capillas reales de Madrid.

## Obra
Han sobrevivido pocas obras de Mencía. Sus obras en latín son típicas para finales del siglo XVIII, prefiriendo resposorios a villancicos, alternando solos, duetos y coros con pasajes instrumentales.